# 板塘站
板塘站，位于中华人民共和国湖南省湘潭市岳塘区板塘街道，是长株潭城际铁路上的火车站，于2016年12月26日启用，由广州局集团管辖。

## 歷史
- 2016年12月26日启用。

## 車站周邊
- 湘潭市房产局
- 板塘卫生院
- 湘潭华泽精品酒店板塘铺店
- 中国银行板塘支行
- 中国银行纺城分理处
- 湘潭市第三人民医院
- 湘潭市育才学校

## 外部連結
- 中国铁路客户服务中心 （页面存档备份，存于）